# Frisia III (Schiff, 2015)
Die Frisia III ist die größte Auto- und Passagierfähre der Reederei Norden-Frisia, die im Linienverkehr zwischen der ostfriesischen Insel Norderney und Norddeich verkehrt. Sie ist eine Weiterentwicklung der Frisia IV und das neue Flaggschiff der Reederei.
Die Doppelendfähre mit der Baunummer 3301 wurde am 1. September 2014 auf der Cassens-Werft in Emden auf Kiel gelegt und lief dort am 28. Februar 2015 vom Stapel. Die Frisia III hat einen umweltfreundlichen dieselelektrischen Antrieb, der auf vier Voith-Schneider-Propeller des Typs 16R5 EC/100-1 wirkt. Am 28. Juli 2015 wurde die Frisia III im Hafen von Norderney getauft und in Dienst gestellt. Wie die Frisia VIII erfüllt das Schiff die Anforderungen für den Erhalt des Umweltzeichens Blauer Engel für das umweltfreundliche Schiffsdesign.